# Rangnim
Rangnim (hangul: 랑림군, Rangnim-kun, handzsa: 狼林郡, RR: Rangrim-kun, ’farkaserdő’) megye Észak-Koreában, Csagang (Chagang) tartományban.

## Földrajza
Északról Rjanggang (Ryanggang) tartomány Kim Dzsongszuk (Kim Jŏng Suk) megyéje és Kim Hjongdzsik (Kim Hyŏng Jik) megyéje határolja, nyugatról Csagang (Chagang) tartomány Hvaphjong (Hwap'yŏng), Csanggang (Changgang), Szonggan (Sŏnggan) és Rjongnim (Ryongrim) megyéi, keletről pedig Dél-Hamgjong (Hamgyŏng) tartomány Pudzson (Pujŏn) és Csangdzsin (Changjin) megyéi határolják.
Legmagasabb pontja a 2355 méter magas Rjonhvaszan (련화산; 蓮華山, Ryŏnhwasan).

## Közigazgatása
1 községből (up (ŭp)) 14 faluból (ri (ri)) és 2 munkásnegyedből (rodongdzsagu (rodongjagu)) áll:
| - Rangnim-up (랑림읍; 狼林邑, Rangrim-ŭp) - Kaldzsom-ri (갈점리; 葛店里, Kaljŏm-ri) - Tehung-ri (대흥리; 大興里, Taehŭng-ri) - Rjonhva-ri (련화리; 蓮花里, Ryŏnhwa-ri) - Rjubol-ri (류벌리; 流筏里, Ryubŏl-ri) - Munak-ri (문악리; 文岳里, Munak-ri) - Szoszang-ri (서상리; 西上里, Sŏsang-ri) - Szodzsung-ri (서중리; 西中里, Sŏjung-ri) - Sindzson-ri (신전리; 新田里, Sinjŏn-ri) | - Unszu-ri (운수리; 雲水里, Unsu-ri) - Inszan-ri (인산리; 仁山里, Insan-ri) - Csangszong-ri (장성리; 長城里, Changsŏng-ri) - Csunggang-ri (중강리; 中江里, Chunggang-ri) - Csunghung-ri (중흥리; 中興里, T'osŏng-ri) - Hvangpho-ri (황포리; 黃浦里, Hwangp'o-ri) - Simpho-rodongdzsagu (심포로동자구; 三浦勞動者區, Simp'o-rodongjagu) - Sinvon-rodongdzsagu (신원로동자구; 新院勞動者區, Sinwŏn-rodongjagu) |

## Gazdaság
Rangnim (Rangrim) megye gazdasága erdőgazdálkodásra, vegyiparra, ruhaiparra és papírgyártásra épül. Főbb termékei: szappan, illatszer, tinta, vödör, evőeszköz, bútor, ruhanemű.
Kukoricát, búzát, árpát, és babot termesztenek.

## Oktatás
Rangnim (Rangrim) megye egy mezőgazdasági főiskolának, 21 középiskolának, és 20 általános iskoláknak ad otthont. Emellett saját könyvtárral is rendelkezik.

## Egészségügy
A megye kb. 20 egészségügyi intézménnyel rendelkezik, köztük saját kórházzal.

## Közlekedés
A megye vasúti összeköttetésben van Kanggje (Kanggye)-vel, illetve közutakon közelíthető meg.